# 5대 도서관학 법칙
5대 도서관학 법칙(영어: Five Laws of Library)은 시얄리 라맘리타 랑가나단이 1931년에 제안한 이론으로 도서관 운영 체제에 대해 자세히 설명한다. 전 세계의 사서들은 법률을 그들의 철학의 기초로 받아들인다.
랑가나단의 5대 도서관학 법칙에 제시된 법칙은 다음과 같다.
1. 책은 이용하기 위한 것이다. (Books are for use.)
2. 도서는 모든 이용자를 위하여 존재하는 것이다. (Every person his or her book.)
3. 모든 도서는 이용자에게. (Every book its reader.)
4. 이용자의 시간을 절약해야 한다. (Save the time of the reader.)
5. 도서관은 성장하는 유기체이다. (A library is a growing organism.)[3]

## 개요

### 제1법칙: 도서는 이용하기 위한 것이다.
도서관학 제1법칙 '도서는 이용하기 위한 것이다'는 도서관 서비스의 기본이다. 이 법칙은 도서관의 도서가 이용자로부터 격리되어서는 안 된다는 것을 의미한다. 랑가나단은 책이 제거되는 것을 방지하기 위해 종종 사슬로 묶여 있고 사용보다는 보관과 보존에 중점을 둔다는 것을 발견했다. 그는 보존과 보관이 중요하다는 생각을 부정하지는 않았지만, 그러한 활동의 목적은 이용을 촉진하는 것이어야 한다고 주장했다. 사용자가 자료에 접근하지 않으면 이러한 항목의 가치는 없다. 사용을 강조함으로써 랑가나단 박사는 도서관 위치, 대출 정책, 운영 시간 및 요일, 직원의 질, 도서관 가구와 같은 평범한 문제, 온도 조절 등 접근 관련 문제에 대한 현장 문제를 다시 집중시켰다.

### 제2법칙: 도서는 모든 이용자를 위하여 존재하는 것이다.
도서관학 제2법칙 "도서는 모든 이용자를 위하여 존재하는 것이다" 는 사서가 다양한 고객에게 서비스를 제공하고 요구에 맞는 도서를 확보하며 특정 고객이 어떤 책을 읽기로 선택하는지에 대한 편견이나 판단을 삼가해야 함을 의미한다. 사서는 사람마다 다르며 그들의 책에 대한 취향도 다르다는 점을 존중해야 한다. 5대 도서관학 법칙이 출판된 후 랑가나단은 두 번째 법칙을 적용함으로서 어린이, 장애인, 아르티장, 성인, 노동자들을 도서관 서비스를 사용할 수 있는 잠재적 독자로 지정했다. 또한, 도서관 도서들은 그것들이 제공되는 지역사회를 대표해야 한다.

### 제3법칙: 모든 도서는 이용자에게.
도서관학 제3법칙 "모든 도서는 이용자에게" 는 소수의 사람들만이 책을 읽기로 하더라도 모든 책이 도서관에 있어야 된다는 것을 의미한다.  랑가나단은 나중에 "도서" 라는 용어가 모든 문서를 의미하도록 일반화될 수 있음을 분명히 했다. 

### 네 번째 법칙: 이용자의 시간을 절약해야 한다.
도서관학 제4법칙 "이용자의 시간을 절약해야 한다" 는 모든 이용자가 원하는 자료를 빠르고 효율적으로 쉽게 찾을 수 있어야 함을 의미한다. 사서직의 실천은 이용자에게 실용성을 제공하는 시스템, 서비스, 작업 흐름, 가이드 및 프레임워크를 만든다. 랑가나단은 제4법칙이 중앙 집중식 분류 및 목록 작성, 자료를 도서관에 보내기 전에 자료를 문서화, 자료 검색 방법의 기계화 등을 통해 도서관 직원의 시간을 절약한다고 말했다. 

### 제5법칙: 도서관은 성장하는 유기체이다.
도서관학 제5법칙 '도서관은 성장하는 유기체이다'는 도서관은 그 전망이 결코 고정되어 있지 않고 역동적인 기관이어야 한다는 것을 의미한다. 랑가나단은 두 가지 유형의 성장, 즉 도서관 도서의 항목 수를 늘리는 성장과 도서 교체를 통해 도서의 전반적인 품질을 향상시키는 성장을 얘기했다.  책, 방법, 물리적 도서관은 시간이 지남에 따라 갱신되어야 한다. 물리적 공간의 증가에 대한 고려가 필요하지만, 21세기에는 이는 수집이 포괄할 수 있는 다양한 형식의 플랫폼을 의미하게 되었다.